# سوزان كامينغز
سوزان كامينغز (بالألمانية: Susan Cummings )‏ (و. 1930 – 2016 م) هي ممثلة تلفزيونية، وممثلة أفلام من الولايات المتحدة، وجمهورية فايمار، ولدت في بافاريا، توفيت عن عمر يناهز 86 عاماً، بسبب مرض.

## وصلات خارجية
- سوزان كامينغز على موقع IMDb (الإنجليزية)
- سوزان كامينغز على موقع ألو سيني (الفرنسية)
- سوزان كامينغز على موقع أول موفي (الإنجليزية)
- سوزان كامينغز على موقع قاعدة بيانات برودواي على الإنترنت (الإنجليزية)
- سوزان كامينغز على موقع قاعدة بيانات الأفلام السويدية (السويدية)
- سوزان كامينغز على موقع قاعدة بيانات الفيلم (الإنجليزية)
- سوزان كامينغز على موقع كينوبويسك (الروسية)